# BEAT 時代の鼓動
『BEAT 時代の鼓動』（ビート・じだいのこどう）は、2006年4月1日から、読売テレビ（ytv）で放送されている関西ローカルのミニヒューマンドキュメンタリー番組である。

## 概要
2006年4月1日より、毎週土曜日の11:35 - 11:40枠で放送開始。
関西ローカル番組ということもあってか、紹介されている企業や団体は、すべて関西圏で活躍しているところばかりである。しかしながらも、その中で“オンリーワン”を守り続けていくには、どのような苦悩や過程、企業努力があったかを短時間でまとめられた内容になっている。
番組の音声モードはステレオ放送。
ただ、新聞のテレビ欄には、Gコードやミニ番組の性質上、「ビト（2006年8月以降は「BE」）」とだけ記されている（時々、「BEAT」や「ビート」と表記されることもある）。
2013年4月改編により、同年4月7日より、毎週日曜日の11:25 - 11:30枠へ移動した。

## 放送時間の変遷
※時刻表記はすべて日本時間。
- 開始 - 2013年3月　土曜日11:35 - 11:40
- 2013年4月 - 　日曜日11:25 - 11:30

## スポンサー
- SMBC日興証券（旧・日興コーディアル証券）（1社提供）

※親会社である日興コーディアルグループの不祥事により、2006年12月23日と2007年1月6日 - 同年4月14日までそして2021年11月14日からCMを自粛し、公共広告機構（現：ACジャパン）のCMに差し替えられていた。

## 制作
- 協力:オブザアイ
- 製作著作:ytv（読売テレビ）